# Раудоне

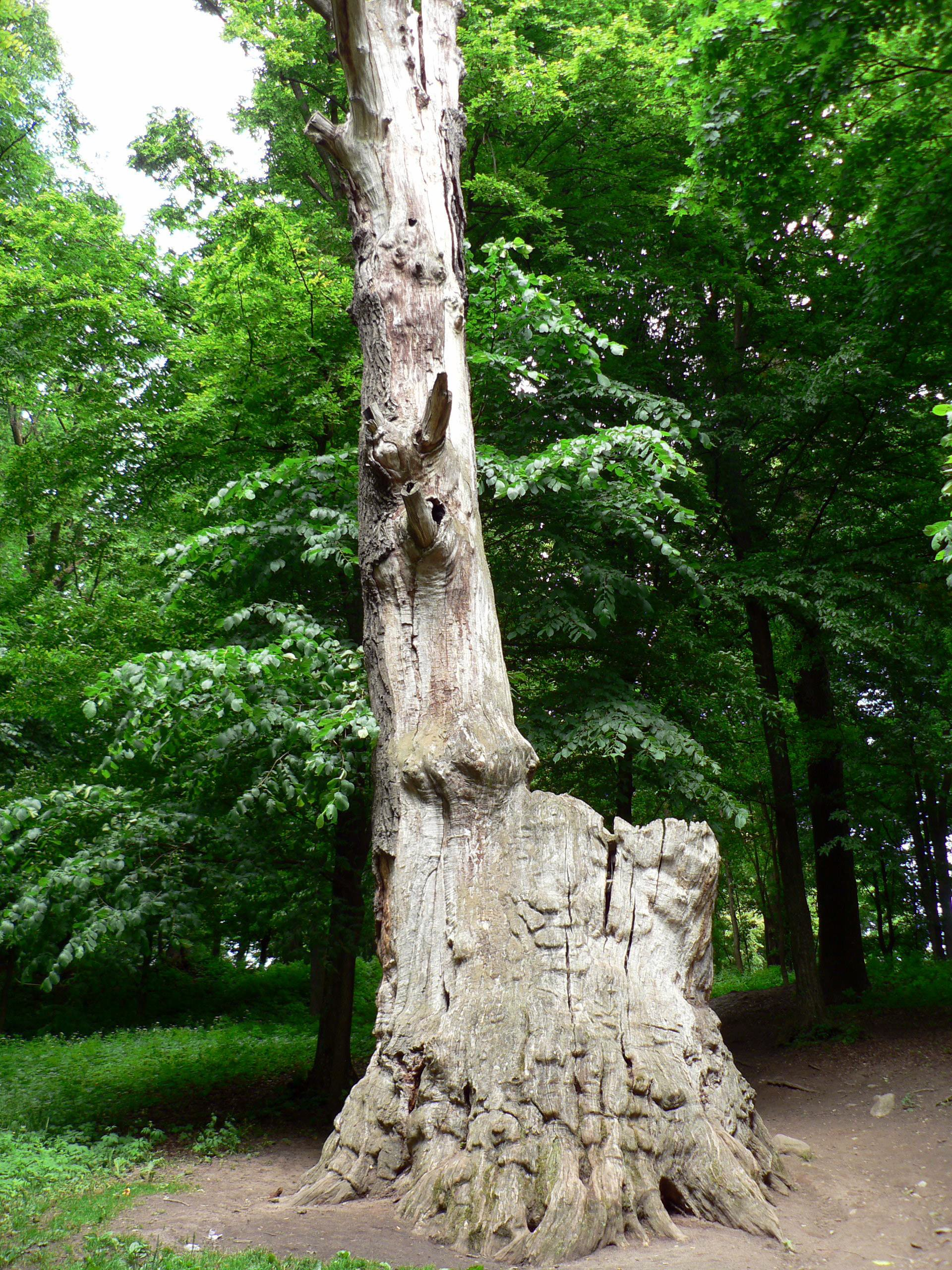
Дуб Гедимина в Раудоне

Раудоне (лит. Raudonė) — город в Литве, в Юрбаркском районе Таурагского уезда на реке Неман. Город известен в первую очередь своим замком (Раудонский замок) и большим парковым ансамблем.

## История
В 1337 году экспедиция Тевтонских рыцарей и других крестоносцев под руководством короля Богемии Иоганна и герцога Нижней Баварии Генриха XIV основала деревянно-земляной замок на реке Неман напротив руин Кристмемеля. В честь Генриха замок назвали по-немецки Байербург (или Байерсбург; нем. Bayerburg; лит. Raudonpilis), что означает «Замок баварцев».
Замок использовался как военная база и центр снабжения для экспедиций в центральную Литву или севернее в Жемайтию.
Спустя год его безуспешно осаждал в течение 22 дней Великий князь литовский Гедимин. Гедимин умер во время следующей осады замка в 1341 году. Народная легенда гласит, что Дуб Гедимина в парковом ансамбле вырос на месте, где Великий князь получил смертельную рану. После его смерти его сыновья в конце концов завоевали замок Байербург. 

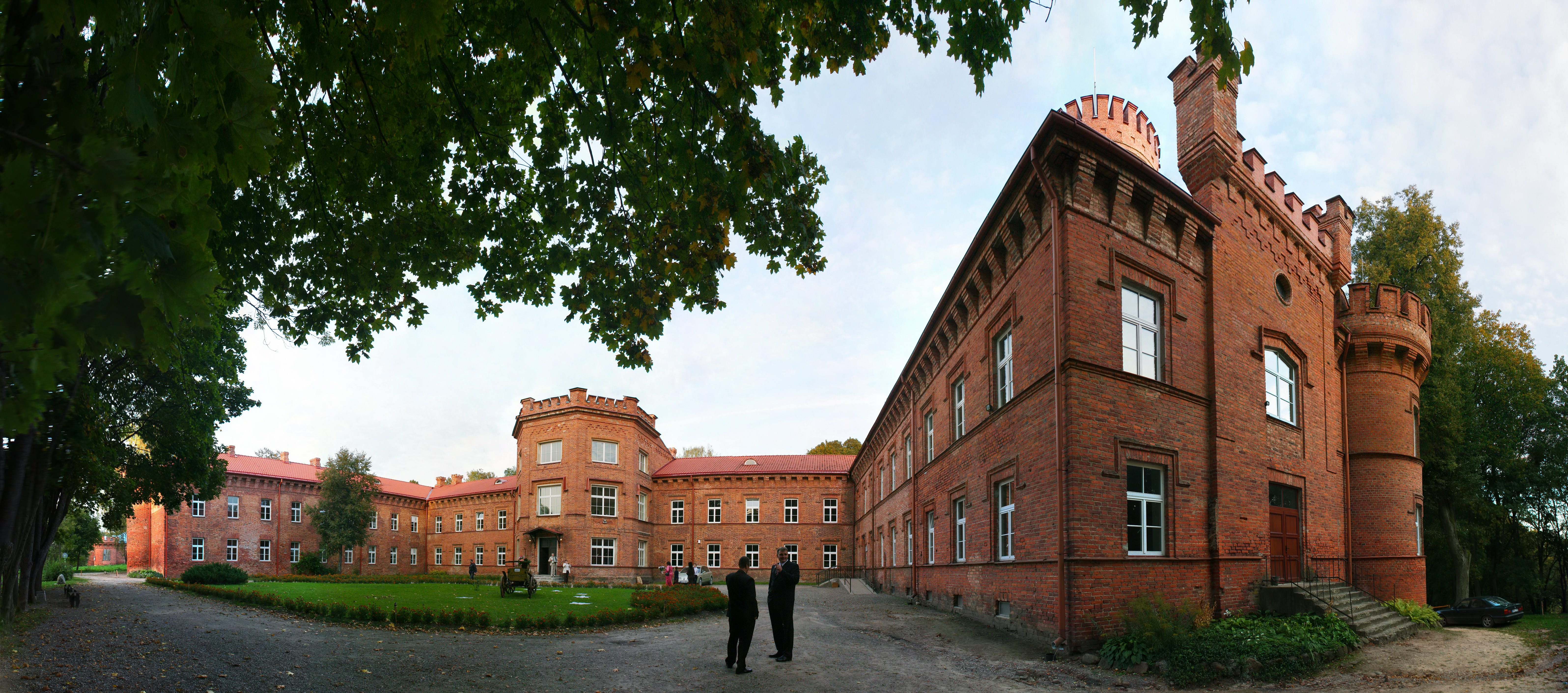
Раудонский замок

В XVI веке замок принадлежал польскому королю Сигизмунду II Августу. Новый замок был построен на руинах старого немецким рыцарем Иеронимусом Криспин-Киршенштайном. С тех пор замок неоднократно перестраивался. В XVIII веке владельцы поместья Рудоне семья Olędzki (Olendzki) h. Rawicz (члены шляхты, сейма и сената) наняли литовского архитектора Лауринаса Гуцявичуса для реконструкции замка. Следующий владелец, Светлейший князь Платон Александрович Зубов, получил поместье в первой половине XIX века и его семья опять перестроила замок, наняв архитектора Чезаре Аникини (Cezaris Anikinis). В настоящее время здание является примером неоготической архитектуры XIX века. Его последними частными владельцами были София Ваксель (дочь писателя Льва Николаевича Вакселя) и её португальский муж с о. Мадейра, Жозе Карлуш де Фария и Каштру.

Оригинальный Раудонский замок является местом действия восточнопрусской легенды, известной, как Die weiße Jungfrau der Bayerburg («Белая Дама Байербурга»).

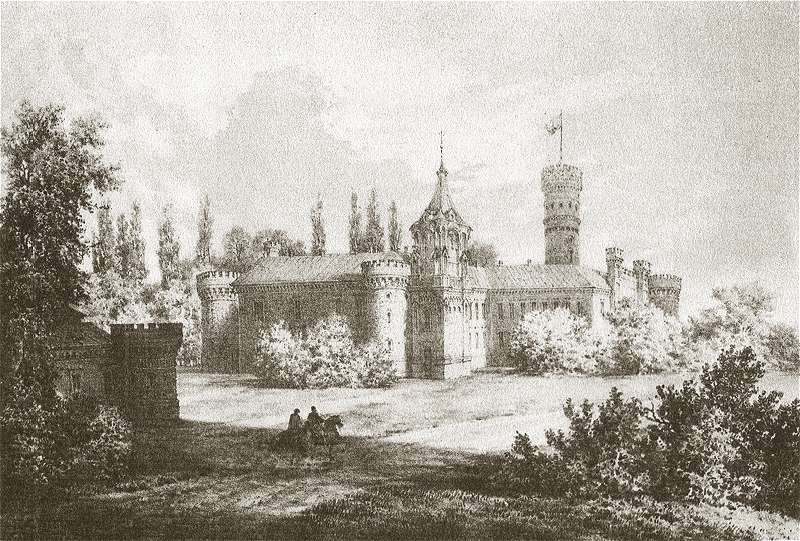
Раудонский замок, рисунок XIX века Наполеона Орды